# The Souvenir
Série
The Souvenir Part II
(2021)
Pour plus de détails, voir Fiche technique et Distribution.
The Souvenir est un film américano-britannique réalisé par Joanna Hogg, sorti en 2019. Il est présenté en avant-première au festival du film de Sundance 2019 où il remporte le Grand prix du jury de la section World Cinema Dramatic.

## Synopsis
Étudiante en cinéma, Julie partage un appartement dans le quartier résidentiel de Knightsbridge avec un autre étudiant et sa compagne. Elle rencontre Anthony, fonctionnaire au Foreign Office, qui emménage alors avec elle, déposant une reproduction du Souvenir de Fragonard, que tous deux iront ensuite admirer au musée de la Collection Wallace.
Un soir, Julie remarque des piqûres sur le bras d'Anthony, qui lui emprunte de plus en plus souvent de l'argent. Et lors d'un dîner, deux amis d'Anthony révèlent à Julie que son amant est héroïnomane. Surprise, Julie n’en dit toutefois mot.
Un soir qu'elle rentre chez elle, Julie découvre que son appartement a été cambriolé. Peu après, au cours d'un voyage en amoureux à Venise, Anthony admet être le cambrioleur mais s'arrange pour convaincre Julie qu'il avait une bonne raison d'agir ainsi, raison liée à son travail et non à son addiction.
Désormais membre d'un groupe d'entraide, Julie commence à se confronter à Anthony, mais, jouant sur ses sentiments et sa sensibilité, celui-ci la manipule si bien qu'elle en vient à se culpabiliser. Néanmoins, lorsqu'elle elle apprend qu'Anthony a été arrêté par la police, elle le somme de déménager, et celui-ci disparaît.
Soutenue par les siens, Julie se remet peu à peu de sa rupture, même si la mère d’Anthony, à le recherche de son fils, l'appelle souvent. Anthony refait surface afin d'entamer un sevrage en présence de Julie. Mais il disparaît à nouveau et est retrouvé mort par overdose dans les WC publics de la Wallace Collection.

## Fiche technique
Sauf indication contraire, les informations mentionnées dans cette section peuvent être confirmées par la base de données cinématographiques IMDb,  présente dans la section « Liens externes ».
- Titre : The Souvenir
- Réalisation et scénario : Joanna Hogg
- Photographie : David Raedeker
- Montage : Helle le Fevre
- Pays de production :  Royaume-Uni,  États-Unis
- Genre : drame
- Dates de sortie :
  - États-Unis : 27 janvier 2019 (festival du film de Sundance)
  - Royaume-Uni : 30 août 2019
  - France : 2 février 2022

## Distribution
Sauf indication contraire, les informations mentionnées dans cette section peuvent être confirmées par la base de données cinématographiques IMDb,  présente dans la section « Liens externes ».
- Honor Swinton-Byrne : Julie
- Jack McMullen : Jack
- Tilda Swinton : la mère de Julie
- Tom Burke : Anthony
- Richard Ayoade : Patrick
- Ariane Labed : Garance

## Sortie

### Accueil critique
En France, le site Allociné propose une moyenne de 4,1/5 à partir de l'interprétation des critiques de presse recensées.

## Distinctions

### Récompense
- Festival du film de Sundance 2019 : Grand prix du jury de la section World Cinema Dramatic

### Sélections
- Berlinale 2019 : sélection en section Panorama
- Festival de Cannes 2021 : Quinzaine des réalisateurs, séances spéciales

### Nominations
- British Independent Film Awards 2019 : meilleur film, meilleur réalisateur, meilleur acteur, meilleure révélation, meilleur scénario, meilleurs costumes, meilleur montage, meilleurs décors

### Articles annexes
- The Souvenir Part II
- Psychotrope au cinéma et à la télévision